# Renata Jabłońska
Renata Jabłońska, hebr. רנאטה יבלונסקה (ur. 15 grudnia 1935 w Łodzi) – polsko-izraelska poetka, prozaiczka i tłumaczka żydowskiego pochodzenia, pisząca głównie w języku polskim.
Po zakończeniu II wojny światowej powróciła do rodzinnego miasta. Studiowała polonistykę na Uniwersytecie Łódzkim. W 1957 wyjechała do Izraela. Pracowała w telawiwskim dzienniku „Nowiny”. Była współzałożycielką Sekcji Polskiej przy Federacji Związków Pisarzy w Izraelu, a także prezesem Grupy Literackiej Akcenty oraz redaktorką rocznika „Akcenty”. Uczyła języka polskiego na Uniwersytecie w Tel Awiwie. Renata Jabłońska publikuje w polskojęzycznych czasopismach literackich wychodzących w Polsce, jak również w Izraelu i w Stanach Zjednoczonych. Tłumaczy literaturę hebrajską na język polski, i polską poezję na język hebrajski.
Mieszka w Tel Awiwie.
Poeta Janusz Szuber zadedykował Renacie Jabłońskiej wiersz pt. Byle bez, opublikowany w tomiku poezji pt. Tym razem wyraźnie z 2014.

## Twórczość
- 1993: כיכר המלך אלברט ועוד סיפורים [Kikar ha-melech Albert we-od sipurim ; Plac króla Alberta i inne opowiadania; tłumaczone z języka polskiego na hebrajski]
- 1995: Sen na cztery ręce: opowiadania
- 1999: עיר זרה [Ir zara ; Obce miasto] [wiersze hebrajskie]
- 1999: טיול לילי [Tiul lejli ; Nocna wycieczka] [wiersze dla dzieci]
- 1999: ירח ורוד [Jareach warod; Różowy księżyc] [wiersze dla dzieci]
- 1999: Obca [wiersze]
- 2000: To co jest [wiersze]
- 2000: Śpiew kameleona[3] [dwie minipowieści]
- 2000: Chwile [wiersze]
- 2001: Inny wymiar [wiersze]
- 2001: Dziwy [wiersze]
- 2001: Oddech [wiersze]
- 2001: Oczekiwania [wiersze]
- 2002: Chamsin [wiersze]
- 2004: Niknące twarze[4] [opowiadania]
- 2006: Delete [wiersze]
- 2006: Zimno, ciepło [powieść]
- 2008: Statyści [wiersze]
- 2009: Blask [wiersze]
- 2009: Przed odlotem [opowiadania]
- 2009: Powiedział między innymi – tłumaczenia literatury hebrajskiej
- 2010: I tyle [wiersze]
- 2011: Rozmowa z Losem [opowiadania]
- 2012: Zabawy białych plam [powieść]
- 2012: Dotyk [wiersze]
- 2013: Skok [wiersze]
- 2014 Fragmenty, urywki wspomnień 1939-2009 [wspomnienia]
- 2015 Fakir [dramat]
- 2015 Inna [wiersze]
- 2016 Śmierć lekarzy [opowiadania]
- 2016 Jesień snów [opowiadania]
- 2016 Fotografia [wiersze]
- 2017 Zasłony [opowiadania]
- 2018 Dopóki jestem [wiersze]
- 2020 Klucze [wiersze]
- 2022 Zaułek [opowiadania]
- 2022 Marcysia [opowiadania]
- 2024 Ten wiersz [5] [wiersze]
- 2024 Oszukać czas [6] [opowiadania]